# Princes Street
Princes Street è una delle arterie principali di Edimburgo in Scozia, nonché la sua principale via per lo shopping. Lungo circa 1,6 km, si estende da Lothian Road a ovest a Leith Street a est. I veicoli privati sono per lo più vietati in questa zona, con priorità al trasporto pubblico. La strada è fiancheggiata da edifici solo sul lato nord, il lato sud offre una vista sulla città vecchia, sul Castello di Edimburgo e sui giardini.

## Storia

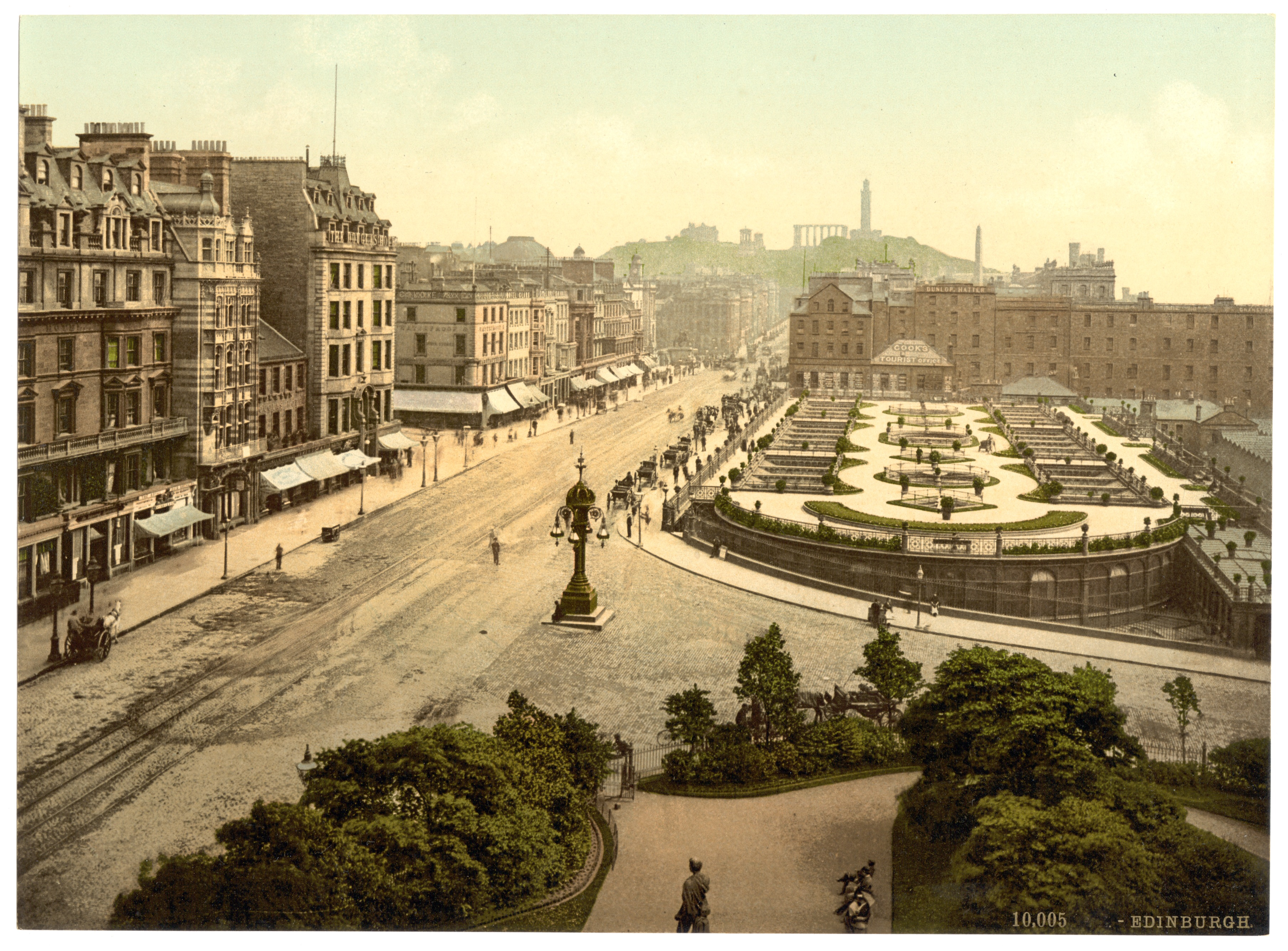
Princes Street e Calton Hill. tra il 1890 e il 1900.

Princes Street era originariamente chiamata St. Giles Street e poi St. Giles (in francese: Saint Gilles), il santo patrono della città. Tuttavia, il re Giorgio III obiettò perché a Londra c'era una baraccopoli che portava questo nome. La strada fu quindi chiamata Princes Street (rue des Princes) in onore dei suoi figli, il duca di Rothesay (che in seguito divenne re Giorgio IV) e Federico, duca di York e Albany.
Durante la costruzione della nuova città, le acque inquinate di Nor Loch furono prosciugate e il luogo fu trasformato in un giardino pubblico, chiamato Princes Street Gardens. Oggi è uno dei principali spazi verdi nel cuore di Edimburgo. George Street, la strada parallela a Princes Street, originariamente doveva essere la principale via commerciale, ma Princes Street si sviluppò ulteriormente, in parte grazie alla vista che offriva sui giardini, sul castello e sulla città vecchia.

## Negozi

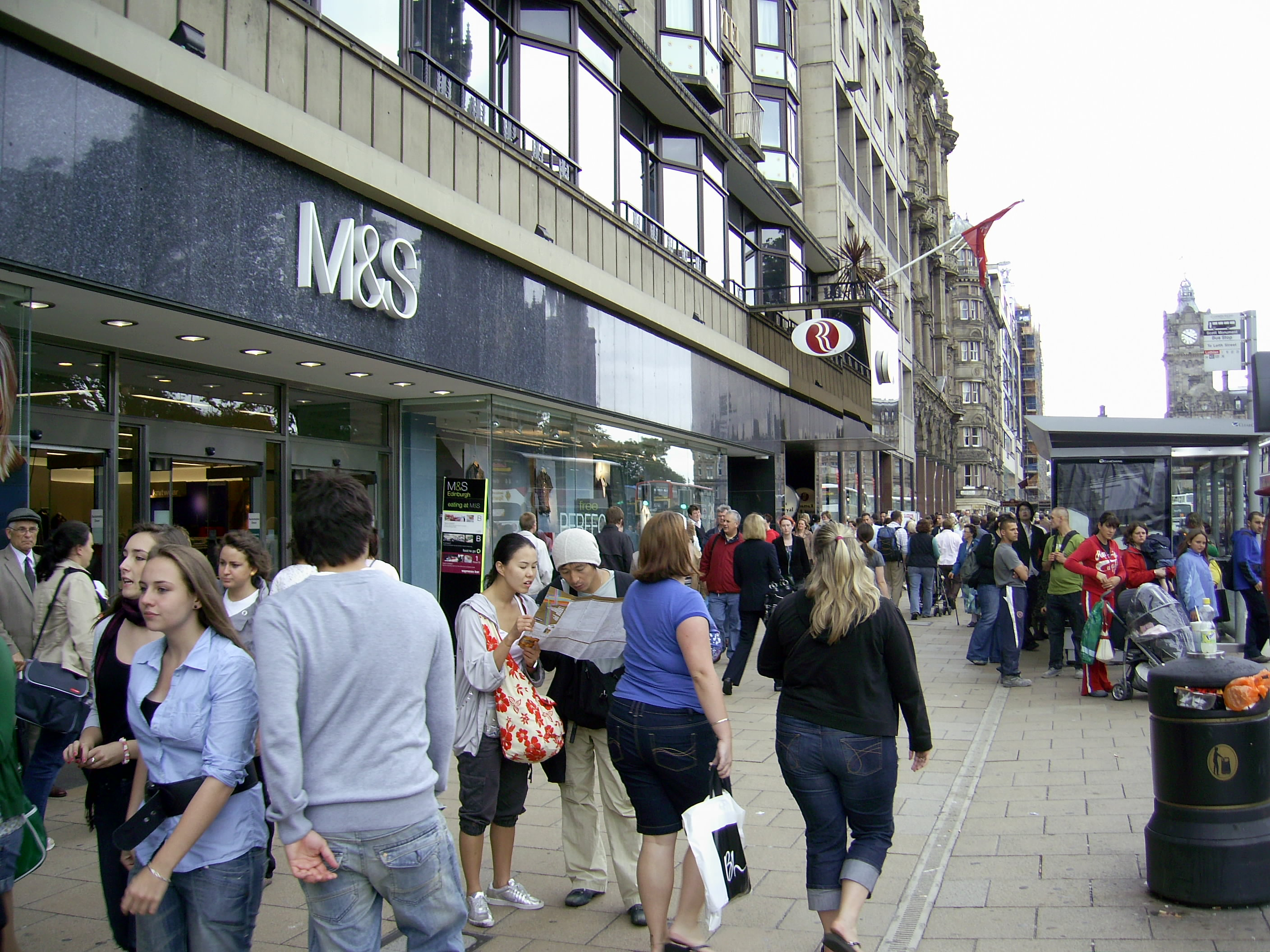
Negozi su Princes Street.

Molti importanti rivenditori britannici si trovano su Princes Street. Marks & Spencer, Bhs, Debenhams e i grandi magazzini House of Fraser sono nella zona ovest. Il grande magazzino Jenners è sempre stato un'istituzione in città. Tuttavia, House of Fraser l'ha acquistato nel 2005 e si pone ancora la questione se questa istituzione rimanga un negozio Jenners o sia integrata in House of Fraser. Ci sono anche le seguenti attività: Gap, Clarks, Next e Boots.
Molte controversie sorsero con la costruzione di edifici durante la seconda metà del XX secolo lungo Princes Street. Molti residenti credono che l'edificio Marks & Spencer, ad esempio, con l'architettura tipica degli anni '60, distorga la strada e debba essere distrutto. Altri, tuttavia, apprezzano il mix di stili e vedono questo edificio come un buon esempio dell'architettura di questo periodo.

## Princes Street Gardens e South Bank

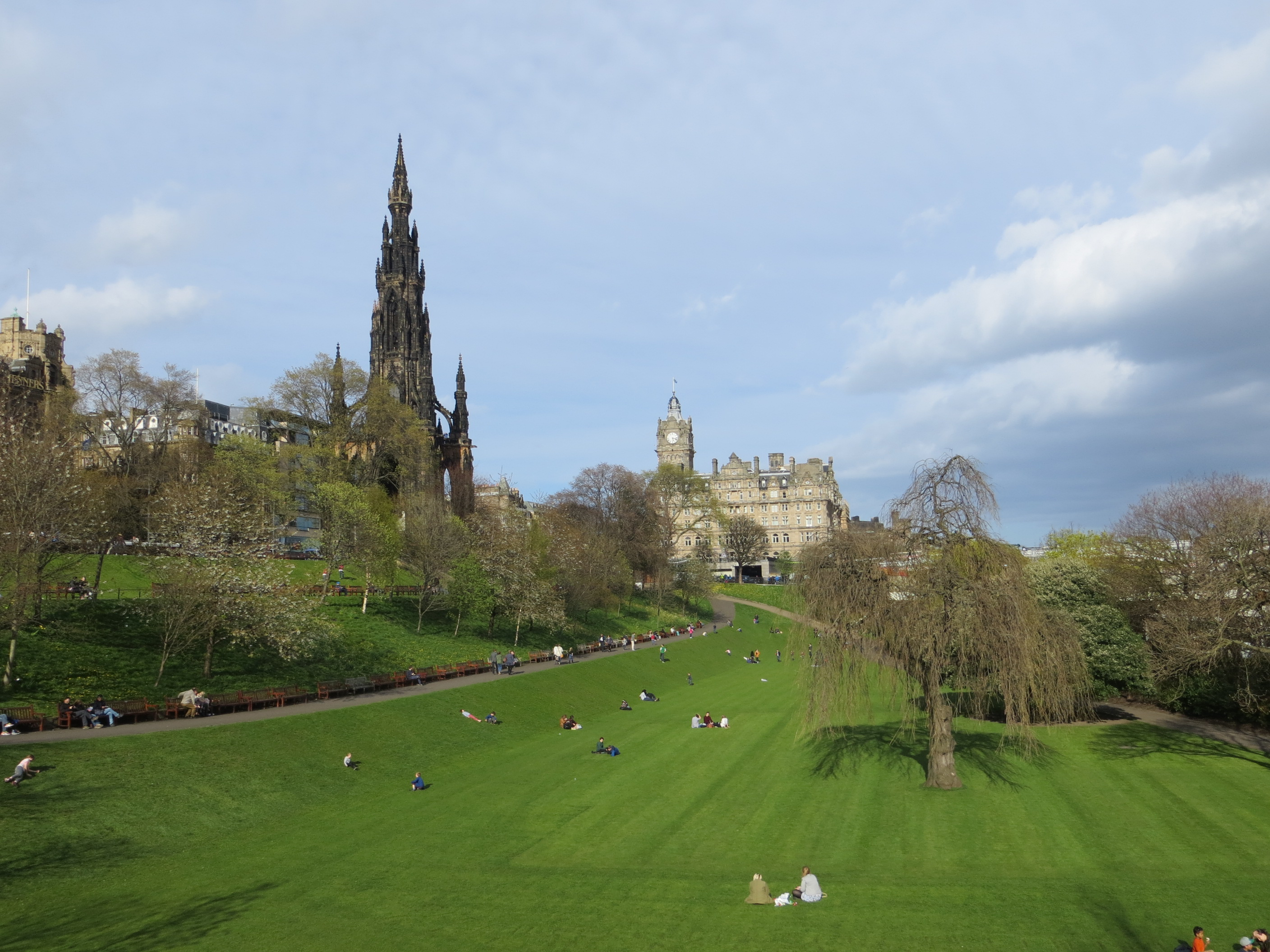
Princes Street Gardens.

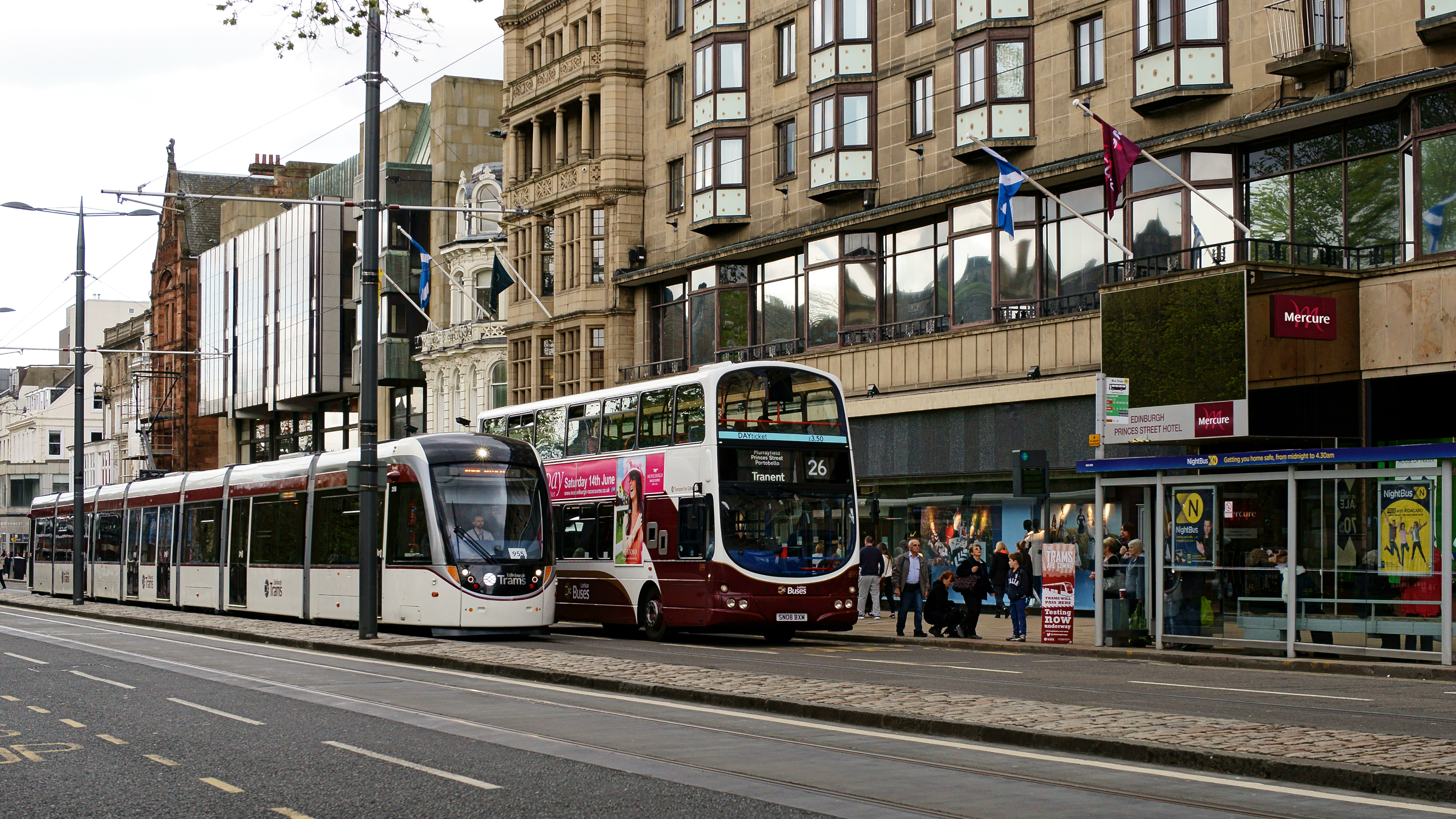
Tram e bus su Princes Street.

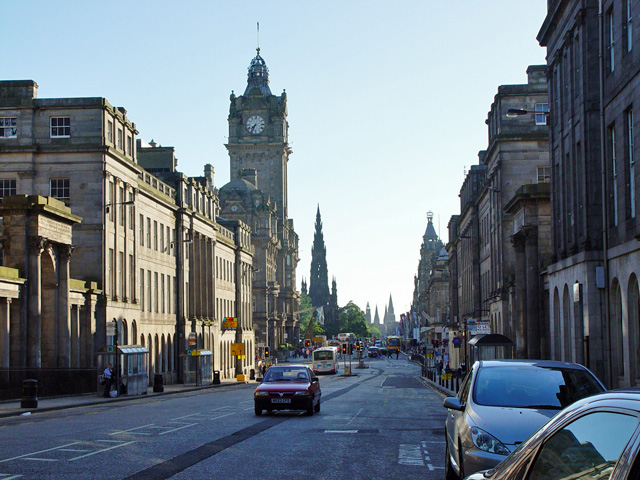
Princes Street guardando leggermente a sud-ovest.

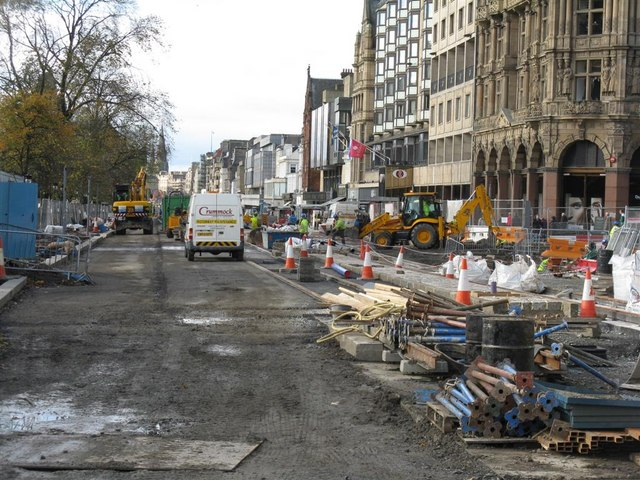
Lavori su Princes Street nel 2009.

I giardini includono l'anfiteatro Ross Band Stand, un monumento ai caduti, un orologio floreale e altre attrazioni. Due delle gallerie nazionali, la Royal Scottish Academy e la National Gallery of Scotland, sono situate ai piedi della collina artificiale, chiamata The Mound, che collega la New Town alla Old Town. Più a est si trova lo Scott Monument, costruito in onore di Walter Scott, nato a Edimburgo che, tra le altre cose, scrisse Waverley (la stazione di Edimburgo Waverley prende il nome da questo romanzo). Accanto alla stazione si trova anche il Grand Hotel Balmoral.
Per molto tempo Princes Street è stata, al di fuori di Londra, la strada più costosa del Regno Unito per affittare un'impresa. Oggi non è più così, ma la strada è ancora molto di moda. È anche una delle uniche strade del paese ad essere protetta da un decreto del Parlamento. È infatti vietato costruire qualsiasi edificio sulla riva sud per preservare la vista dei giardini e del castello.

## Nella cultura di massa
- La scena iniziale del film Trainspotting del 1996 mostra il personaggio principale Mark Renton inseguito dai detective del negozio lungo Princes Street.
- Il film del 2010 di Sylvain Chomet L'illusionista presenta scene animate che raffigurano Princes Street come era alla fine degli anni '50.